# 2842 Unsöld
A 2842 Unsöld (ideiglenes jelöléssel 1950 OD) a Naprendszer kisbolygóövében található aszteroida. Indianai Egyetem fedezte fel 1950. július 25-én.